# Örsúr vára
Örsúr vára (más néven Örösúr vára) egy elpusztult földvár a Miskolci-Bükkalja területén, Sály közelében.

## Elhelyezkedése

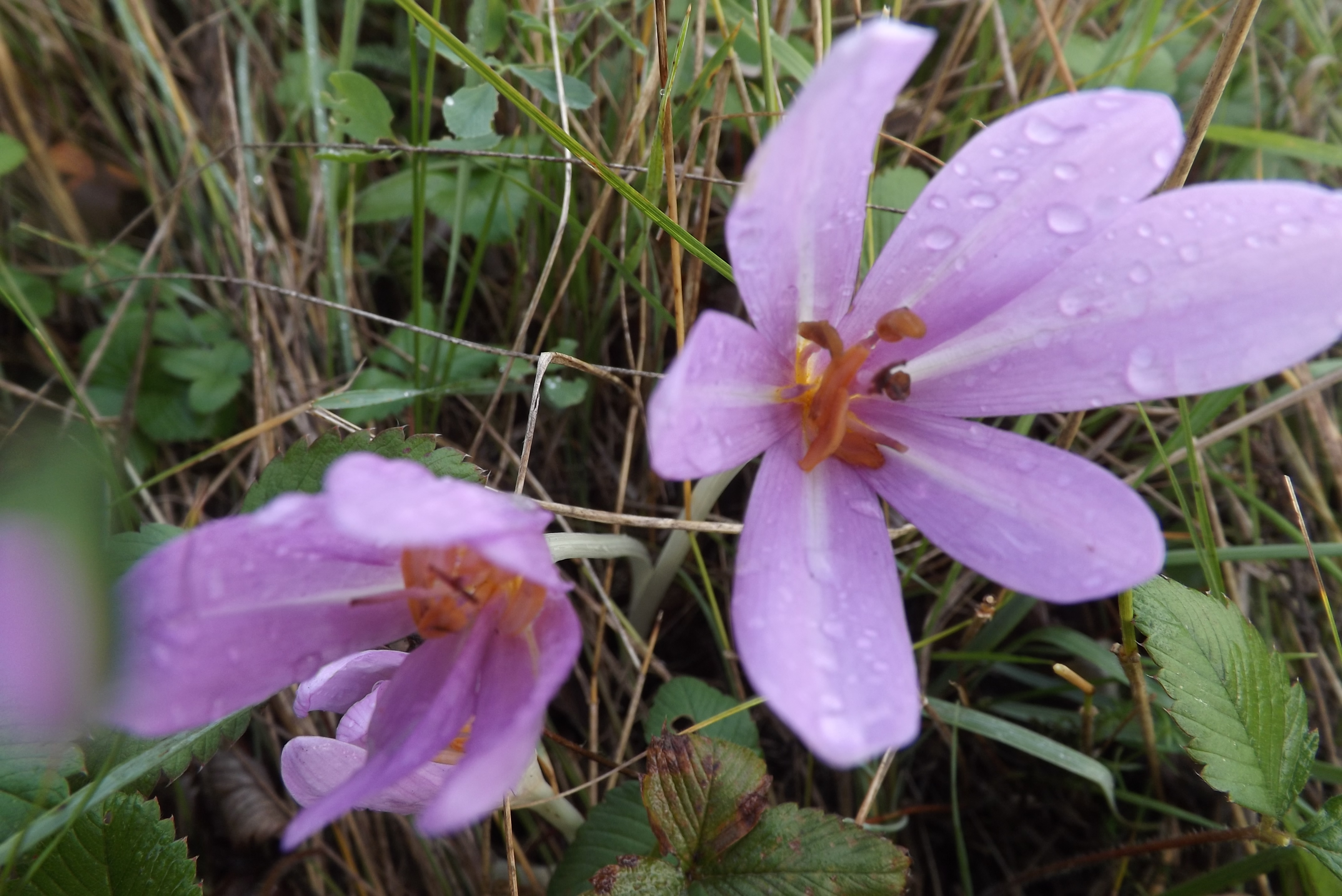
Virágzó őszi kikerics Örsúr váránál

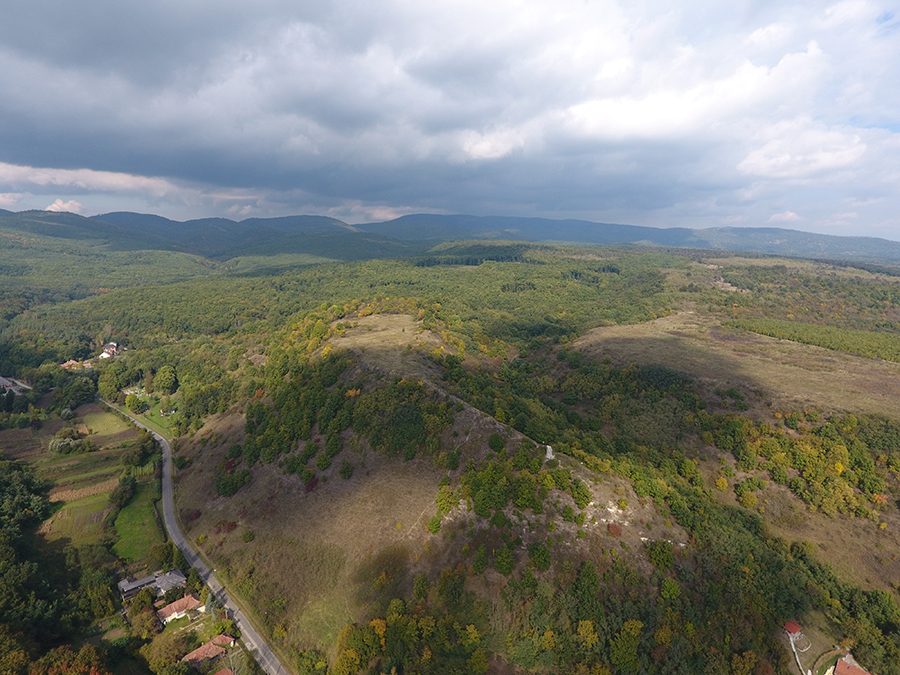
Sály, Örsúr vára légi fotón

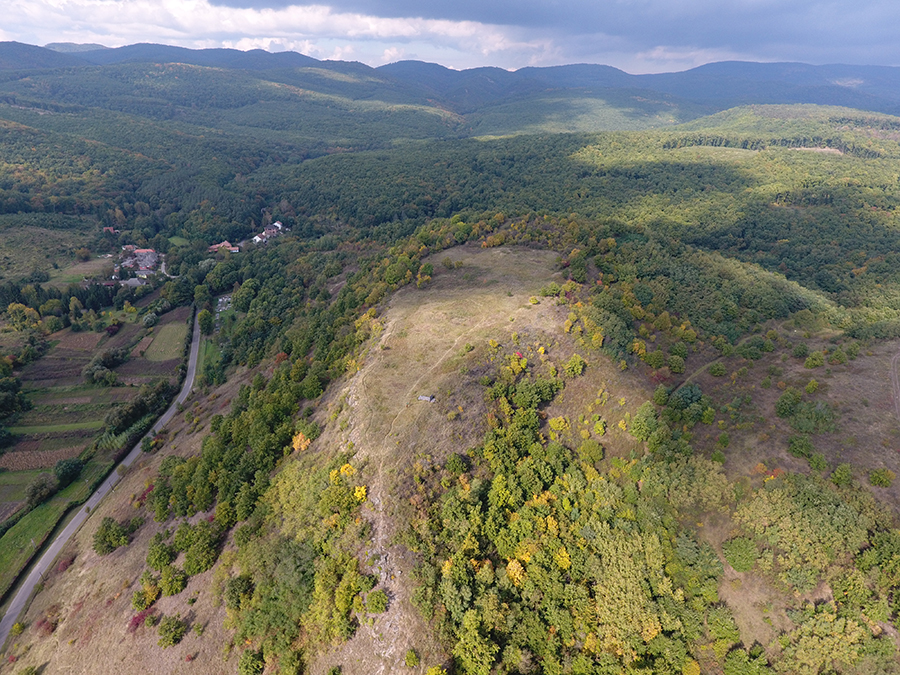
Sály, Örsúr vára légi felvételen

A Sálytól 4 km-re északnyugatra a Latorpuszta/Latorút felett fekvő Latorvár-tetőn, ahol három egymás közvetlen közelébe épült erősség található. Az első egy vaskori földvár, a második egy honfoglalás-kori földvár (Örsúr vára), a harmadik pedig a hegy déli oldalán épült Árpád-kori kővár, (Latorvár).

## Története

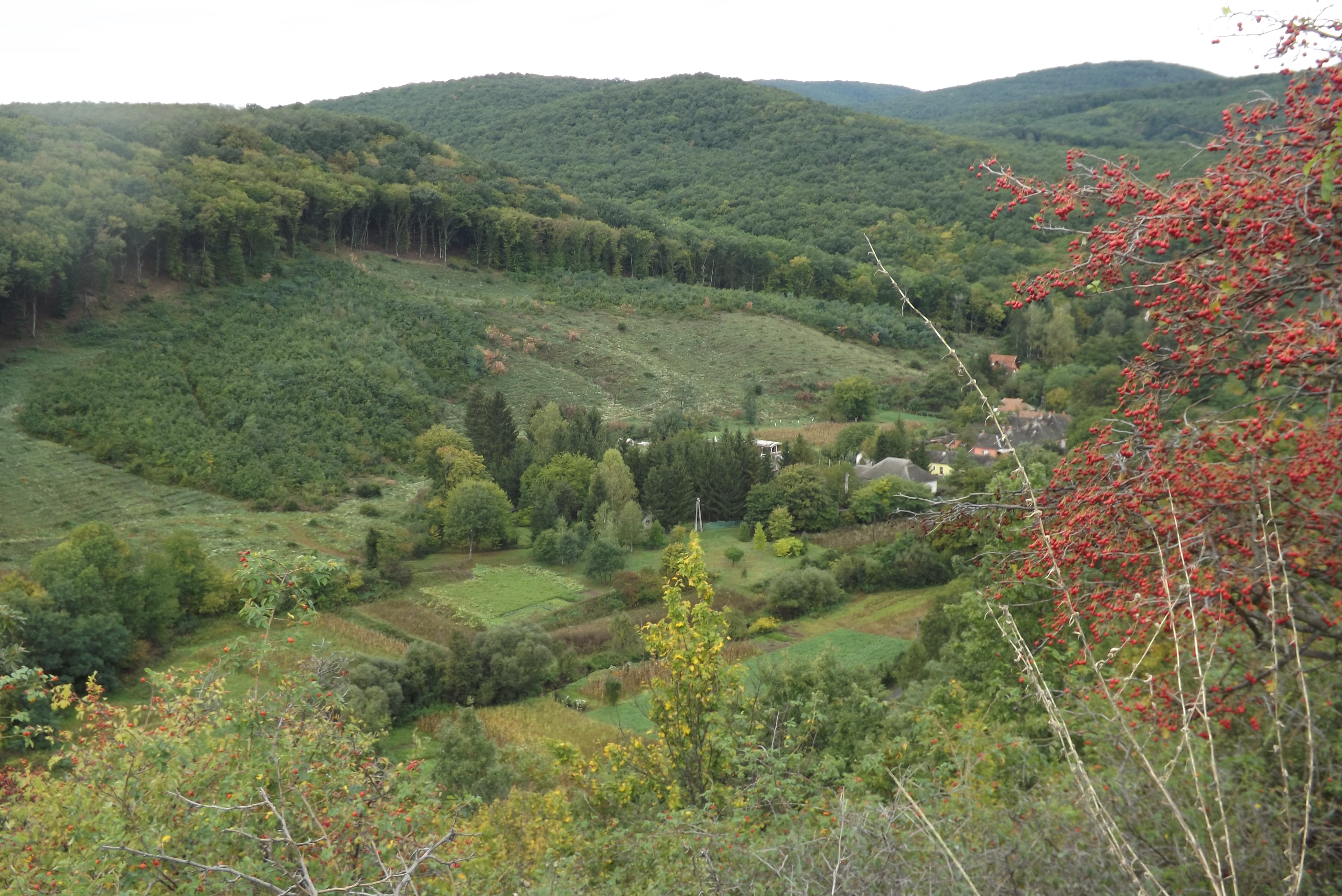
Örsúr várának környéke. Lent a völgyben Latorpuszta házaival

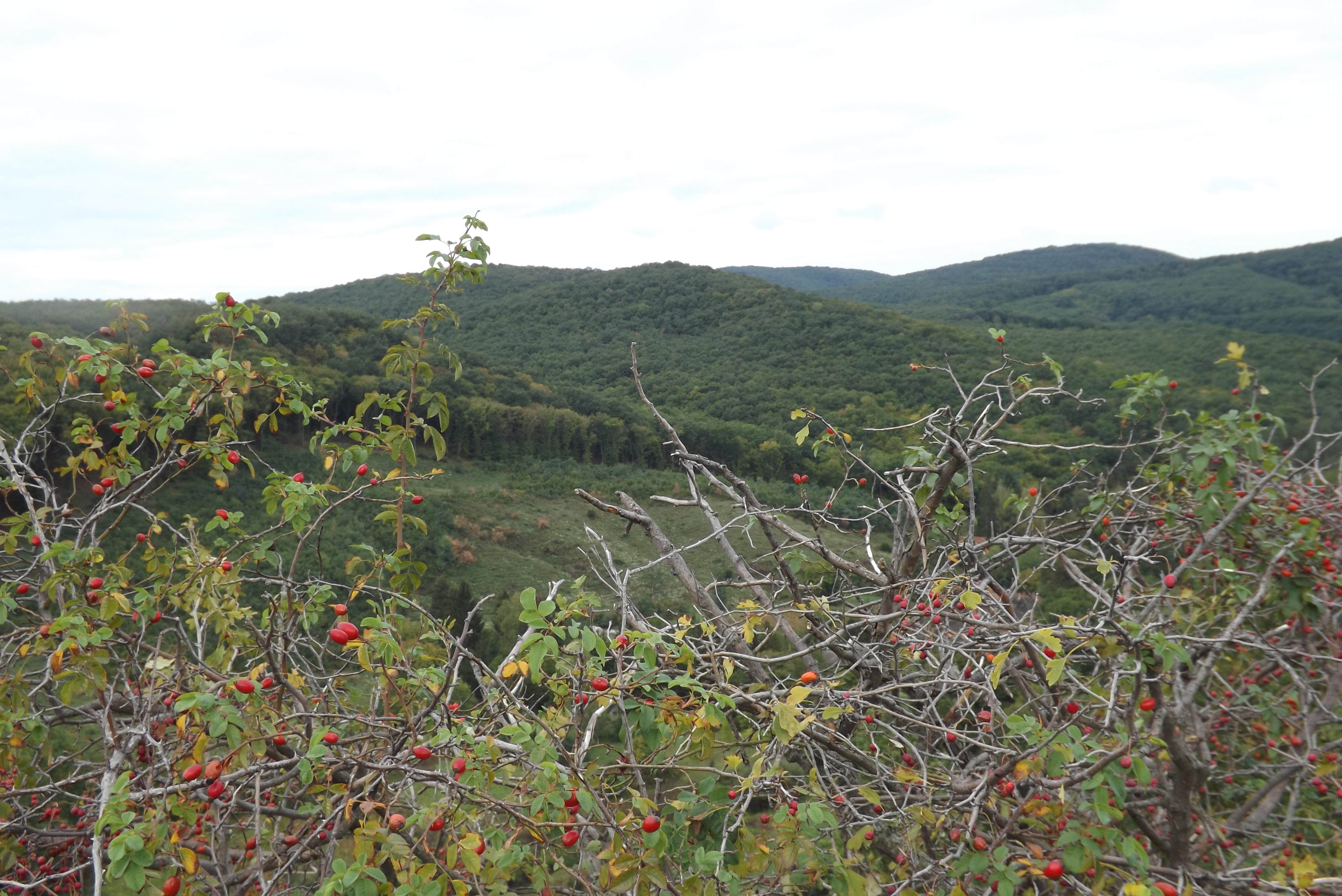
Sály, A Bükk látképe Örsúr várától

Az Örs vezér leszármazottaiból formálódó Örsúr nemzetség a 10. században a Sajó és az Eger-patak közötti területeket és a Bükk egy részét birtokolta. Anonymus így ír erről a Gesta Hungarorum 52. fejezetében:
„Azután Árpád vezér és nemesei innen felkerekedve a Nyárád vizéig vonultak, s tábort ütöttek a patakok mellett attól a helytől kezdve, amelyet most Kácsnak mondanak. Árpád itt nagy földet adott Ócsádnak (Acsád), Örsúr apjának. Örsúr, a fiú aztán ott, annak a folyónak a forrásánál várat épített, amelyet most Örsúr várának hívnak.”
Az Örsúr várában talált kerámialeletek alapján építése a 10. századra tehető. Pusztulásának idejéről semmi sem árulkodik, de valószínű, hogy Latorvár építése előtt történt. Ez a vár szolgált az Örsúr nemzetség központjaként, majd annak két részre szakadása után a 13. század közepétől a Váraljai-ág birtokába került, míg a Daróci-ág a szomszédos Kács várát birtokolta. A várhoz tartozó Váralja falu valószínűleg a török korban pusztult el.

## Feltárása
A földvár belsejéből, a gerendaközöket kitöltő földből és a sánc alatti rétegből kora vaskori leletek (kerámia, állatcsont, kőeszközök) kerültek elő. Ezek egy erődített vaskori település jelenlétére utalnak.
A hegytetőn található sáncmaradványokat Fényes Elek, Kandra Jakab, Karácsonyi János, újabban Györffy György, Nováki Gyula és Sándorfi György azonosította Örsúr várával, mások pedig a közeli Kács várát tekintették a nemzetség központjának.
A hegytetőn először 1901-ben végeztek feltárást, melynek során a földvár területéről középkori temető került elő. A sáncokat Gádor Judit vágta át, melynek során egymásba csapolt gerendarács- és rekeszszerkezetekből álló, kívülről kövekkel lazán megerősített sáncot tárt fel. A sánc vöröses színét égés okozta, mely feltehetőleg nem pusztulásához, hanem az építési technológia részeként építéséhez kapcsolódott.

## Leírása
Örsúr háromszög alakú várának területe 2,4 ha, a környező terület felett 70 m-re emelkedik ki. Sánca 780 méter hosszú, magassága 1,5-4 méter között változik. A sánc alapja 11 méter széles, sűrűn egymásba csapolt 15–20 cm széles gerendák építik fel. A sánc belső, 3,5 méter széles része nem égett át, külső, 8,5 méter széles rétege pedig narancsvörös égési nyomokat mutat. A földvár főbejárata a keleti, kisebb bejárata a nyugati oldalon nyílt.
- A Bükk lankái Örsúr várától nézve
- Ásatási árok Örsúr váránál
- Latortető. Ha e kövek mesélni tudnának...
- Latorvár maradványai Örsúr várától nézve